# Андрій Єом Су-Юнг
Андрій Єом Су-Юнг (кор. 염수정, трансліт. 廉洙政; 5 грудня 1943, Ансон) — корейський католицький священник, кардинал, архієпископ Сеула. Він був висвячений на священника 8 грудня 1973 кардиналом Стівеном Кім Су Хваном.
Перебуваючи в архієпархії Сеула, він почав працювати вікарієм у двох парафіях міста, а в 1973 став викладачем місцевої незначної семінарії.
З 1977 по 1987 служив пастором у кількох парафіях архиєпархії, після чого був призначений прокурором головної семінарії в Сеулі.
У 1992 став канцлером курії, а через шість років був призначений пастором Мокдона.
1 грудня 2001 оголошено, що Папа Іван Павло ІІ призначив його у віці 58 років допоміжним єпископом Сеула та титулярним єпископом Тібюк. Він був висвячений 25 січня 2002 на стадіоні Чанчхон-Донг в Сеулі архієпископом Сеулом Ніколасом Чонгом Джин-Суком за сприяння Ендрю Чой Чан-моу, архієпископа Кванджу та Джона Чан-іка, єпископа Чунчхона. Після єпископського посвячення став генеральним вікарієм Сеульської архиєпархії та єпископським вікарієм для душпастирського служіння та апостольства у ЗМІ.
Член Постійної ради та Комісії з місій та Пастирської комісії охорони здоров'я Корейської єпископської конференції; і голова Комітету апостоляту мирян. Він обіймав ці посади до 10 травня 2012 року, коли Папа Римський Бенедикт XVI призначив його наступним митрополитом архієпископом Сеульської архієпархії. Він замінив свого колишнього начальника, 80-річного кардинала Ніколаса Чонг Джин Сука, який досяг канонічного пенсійного віку після відставки в 2006.